# Вестмінстерське абатство
Собор святого Петра у Вестмінстері, який майже завжди називають Вестмінстерське абатство — готична церква у Вестмінстері, (Лондон), на захід від Вестмінстерського палацу. Будували з перервами з 1245 по 1745. Мав статус кафедри з 1546—1556. Сьогодні є винятковою власністю британської монархії.
Традиційне місце коронації монархів Великої Британії і поховань монархів Англії.

## Історія
За давнім переказом храм заснований у 616 році на місці, де звичайному рибалці з'явилося видіння святого Петра. У 960-х чи на початку 970-х святий Дунстан, за сприяння короля Едгара, заснував тут осередок ченців-бенедиктинців.
Кам'яне абатство вибудуване близько 1045–1050 королем Едвардом Сповідником. Храм освятили 28 грудня 1065 року, лише за тиждень до смерті монарха. Коронація наступника, Гарольда II, стала останньою перед норманською навалою. У 1245 році собор відбудував Генрі III. За його часів підлогу перед вівтарем виклали мозаїкою в техніці косматеско, вона походить із 1268 року.
Єдиним оригінальним зображенням у романському стилі, що збереглося в Абатстві, є гобелен Байє.

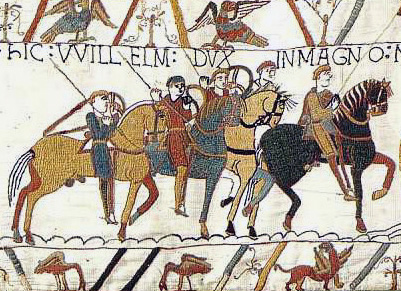
Гобелен Байє

Щедрі пожертви сприяли розвитку общини монахів, що налічувала вже 80 осіб. Абатство, у безпосередній близькості до Королівського палацу у Вестмінстері та місця засідань британського уряду, у XII ст. стало впливовою силою та залишалось такою кілька віків поспіль. Настоятеля абатства часто запрошували на королівські служби і він по праву займав своє місце у Палаті лордів. Власністю бенедиктинців стають маєтності за сотні миль від Вестмінстеру. А у самому Вестмінстері абат будує будинки та магазини, потроху захоплюючи територію святині.
Абатство стало місцем проведення коронацій норманських королів, та жодного монарха не ховали тут, доки Генрі ІІІ не відбудував собор, як храм на честь Едварда Сповідника та власне, достойне монарха, місце поховання, у англо-франко готичному стилі з найвищим готичним нефом в Англії. Робота продовжувалась між 1245–1517 і в основному була завершена архітектором Генрі Йевелем за короля Ричарда II.
Генрі VII додав до храму капличку Благословенної Діви Марії у 1503 році, нині відомішу як Каплиця Генрі VII.
У 1535 прибутки Абатства склали £2400-2800, за заможністю воно поступалось лише Гластонберійському абатству. Вже 1539 Генрі VII вирішує взяти Вестмінстерське абатство під свій прямий контроль та надає йому статус катедри у 1540 році, одночасно видає грамоту про створення єпархії у Венстмінстері. Проте катедральним Вестмінстерський собор залишався лише до 1550 року. У цей час навіть народилось прислів'я: «Пограбувати Петра, щоб заплатити Павлу» («To rob Peter to pay Paul») — коли кошти Абатства св. Петра перекочували до скарбниці Собору св. Павла.
Абатство повернули бенедиктинцям за часів королеви Марії, католички, та за королеви Єлизавети у 1559 році монахи знову зазнали гонінь. У 1579 Єлизавета поновила абатство у статусі церкви, що була відповідальною виключно перед британським монархом, а не єпископом, і перетворила на Колегіальну церкву Св. Петра, що мала додаткові, спеціально випивані канони, очолювати таку церкву мав декан. Так, останній абат став першим деканом.
Упродовж бурхливих 1640-х років собор зазнав страшного нищення від пуританських іконоборців. Врятували Абатство його давні тісні зв'язки з урядом.
Всесвітньо відомі дві західні вежі абатства збудовані між 1722 та 1745 архітектором Ніколасом Гоксмуром з портландського каменя. Сьогодні вони є взірцем архітектури готичного Відродження. Подальшу перебудову та реконструкцію проводили в XIX ст. під керівництвом сера Джорджа Гілберта Скотта.
До XIX ст. ст. Вестмінстер був третім науковим осередком в Англії, після Оксфорда та Кембриджа. Саме тут ще в 1611 переклали першу третину Біблії короля Якова зі Старого Завіту та останню другу половину Нового Завіту. У XX ст. Нова Англійська Біблія також була складена у Вестмінстерському абатстві.

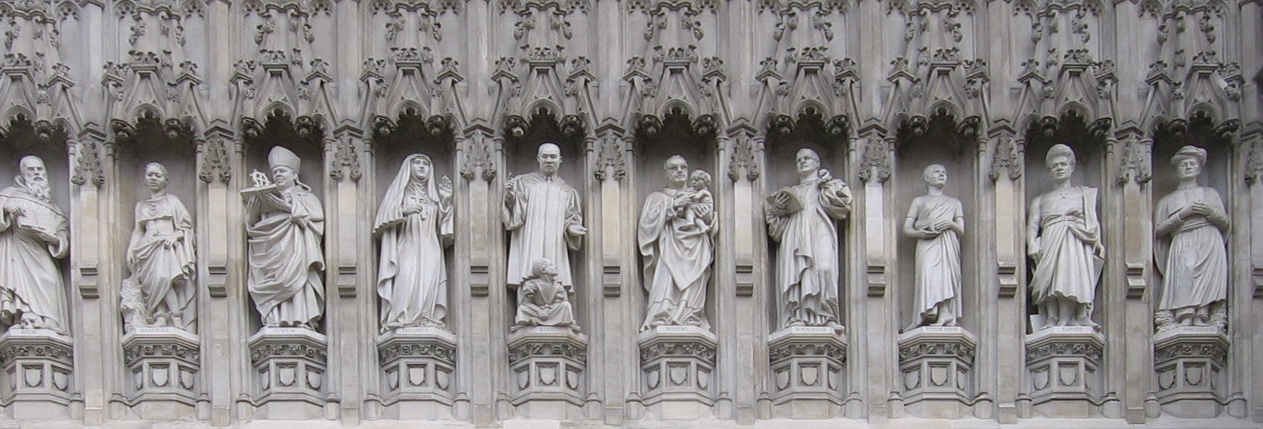
Статуї мучеників XX століття на західному фасаді

У 1998 році на фасаді над портиком західного входу встановили статуї мучеників XX століття (зліва направо):
- Максиміліан Марія Кольбе
- Манче Масемола
- Джанані Лувум
- Велика княгиня Єлизавета Федорівна
- Мартін Лютер Кінг
- Оскар Арнульфо Ромеро
- Дітріх Бонхеффер
- Естер Джон
- Лусіан Тапіеді
- Ван Чжімін